# Lerista elegans
Lerista elegans este o specie de șopârle din genul Lerista, familia Scincidae, descrisă de Gray 1845. Conform Catalogue of Life specia Lerista elegans nu are subspecii cunoscute.